# Hostalric
Hostalric ist ein katalanisches Dorf im Landesinneren, und gehört zu La Selva in der Provinz Girona. Nach Girona sind es etwa 40, nach Barcelona rund 60 Kilometer.

## Sehenswürdigkeiten
Das Dorf besteht aus einem oberen und einem unteren Dorfteil. Die beiden Dorfkerne werden durch einen Dorfplatz getrennt. Der untere Dorfkern ist die eigentliche Altstadt mit ursprünglichen mittelalterlichen Gebäudefassaden. Hostalric besitzt Stadtmauern, welche aus dem 14. Jahrhundert stammen.

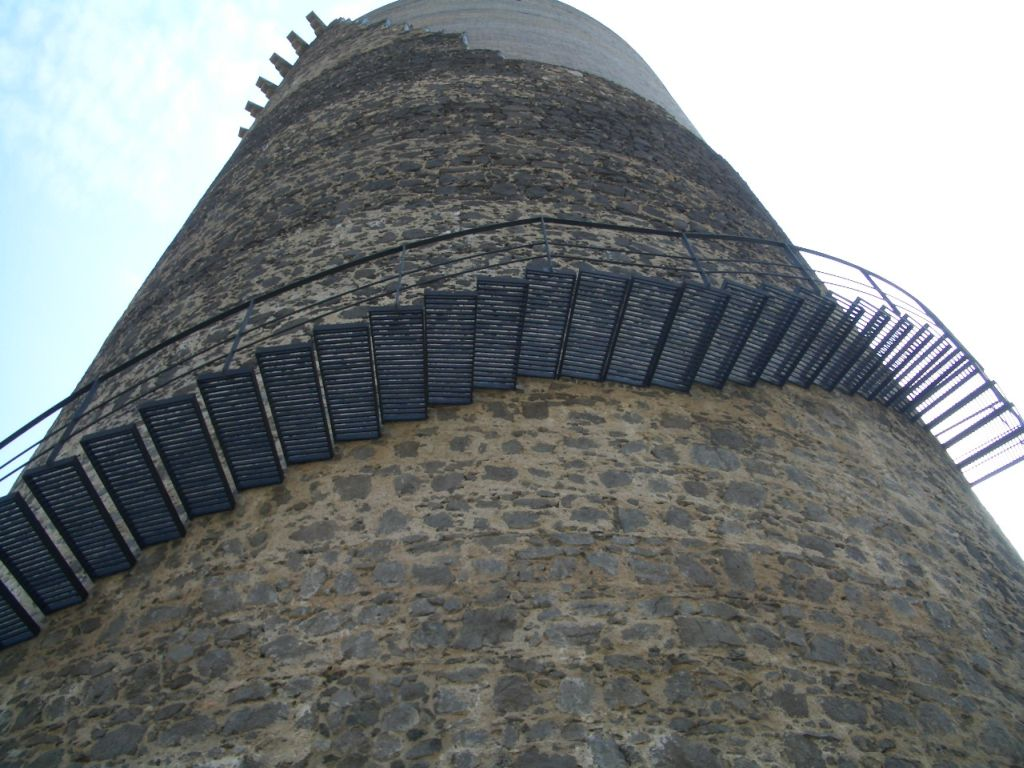
Torre dels Frares

Der 33 Meter hohe und aus drei Stockwerken bestehende Torre dels Frares (wörtlich übersetzt: „Turm der Mönche“), der seinen Namen von einem ehemaligen Kloster in der Nähe hat, wurde zur Verteidigung des Dorfes genutzt. Während des Napoleonischen Krieges besetzten die Franzosen 1810 den Turm. Um zu verhindern, dass die Spanier ihn wieder nutzen könnten, zerstörten sie ihn schließlich. Nach fast 200 Jahren wurde der Turm wieder aufgebaut.
Im oberen Dorfteil in Richtung Schlossberg befinden sich die moderneren Gebäude. Seit mehreren Jahren wird hier gebaut. Aussicht auf das Dorf und die Region besteht von El Castell (Schlosshügel).

## Veranstaltungen
Am ersten Wochenende im Juli feiert Hostalric sein großes Fest. Zum Festprogramm gehören Sardanas, sportliche Wettkämpfe, Feuerlauf, nächtlicher Tanz unter freiem Himmel und andere Veranstaltungen.